# Phryganopteryx strigulata
Phryganopteryx strigulata är en fjärilsart som beskrevs av Saalmüller 1877. Phryganopteryx strigulata ingår i släktet Phryganopteryx och familjen björnspinnare. Inga underarter finns listade i Catalogue of Life.